# Reguengo Grande
Reguengo Grande est une paroisse civile portugaise, située dans le district de Lisbonne et la région Centre, à environ 80 km de Lisbonne et 73 km de Leiria. La paroisse civile fait partie de la municipalité de Lourinhã et se trouve à environ quinze kilomètres de la paroisse du même nom.
Petit village agricole au début du XXe siècle, la paroisse civile de Reguengo Grande est restée une ville agricole avec plusieurs entreprises, services et industries. La population est en baisse depuis quelques années : en 1991, il y avait 1 587 habitants contre 1 562 habitants en 2001.
Reguengo Grande est composée de plusieurs lieux-dits : Cesaredas, Casal das Somas, Casal da Curtinha, Casal da Tercena, Fontelas, Caisais do Serrano et Reguengo Grande.

## Géographie

### Localisation
La paroisse civile de Reguengo Grande est située dans la région Centre, au nord-ouest de Lisbonne ainsi qu'à l'extrémité nord-ouest du district de Lisbonne. Reguengo Grande est située à 83,9 kilomètres au nord de la capitale du pays, à 73,4 kilomètres au sud-ouest de Leiria et à 13 kilomètres au nord-est de Lourinhã.

## Héraldique
| Armes de Reguengo Grande | Les armes de Reguengo Grande se blasonnent ainsi : (pt) Escudo de ouro, barra diminuta ondada de azul e prata de três tiras, entre uma macieira arrancada de verde, frutada de prata e um arado de vermelho. Coroa mural de prata de três torres. Listel blanc avec la légende en noir, en majuscules : REGUENGO GRANDE. |